# Shëngjinis hamn
Shëngjinis hamn är en hamn i kustorten Shëngjini i Lezha i nordvästra Albanien.